# Halothamnus bottae
Halothamnus bottae ist eine Pflanzenart der Gattung Halothamnus aus der Familie der Fuchsschwanzgewächse (Amaranthaceae).

## Merkmale
Halothamnus bottae ist ein 30–50 cm hoher Strauch mit dornig zugespitzten blaugrünen Zweigen. Die schräg abstehenden Blätter sind dreieckig und nur 0,7–3 mm (selten bis 8 mm) lang. Die Blüten sind 2,6–3,6 mm groß. Die geflügelte Frucht erreicht 6–9 mm Durchmesser. Auf der Unterseite treten zwischen den rundlich-eiförmigen Gruben die zentrale Ansatzstelle (Nabel) sowie 5 radiale Nerven deutlich hervor.
Bei der Unterart Halothamnus bottae ssp. niger werden die Pflanzen beim Trocknen schwarz, auch die Fruchtflügel werden dunkel.

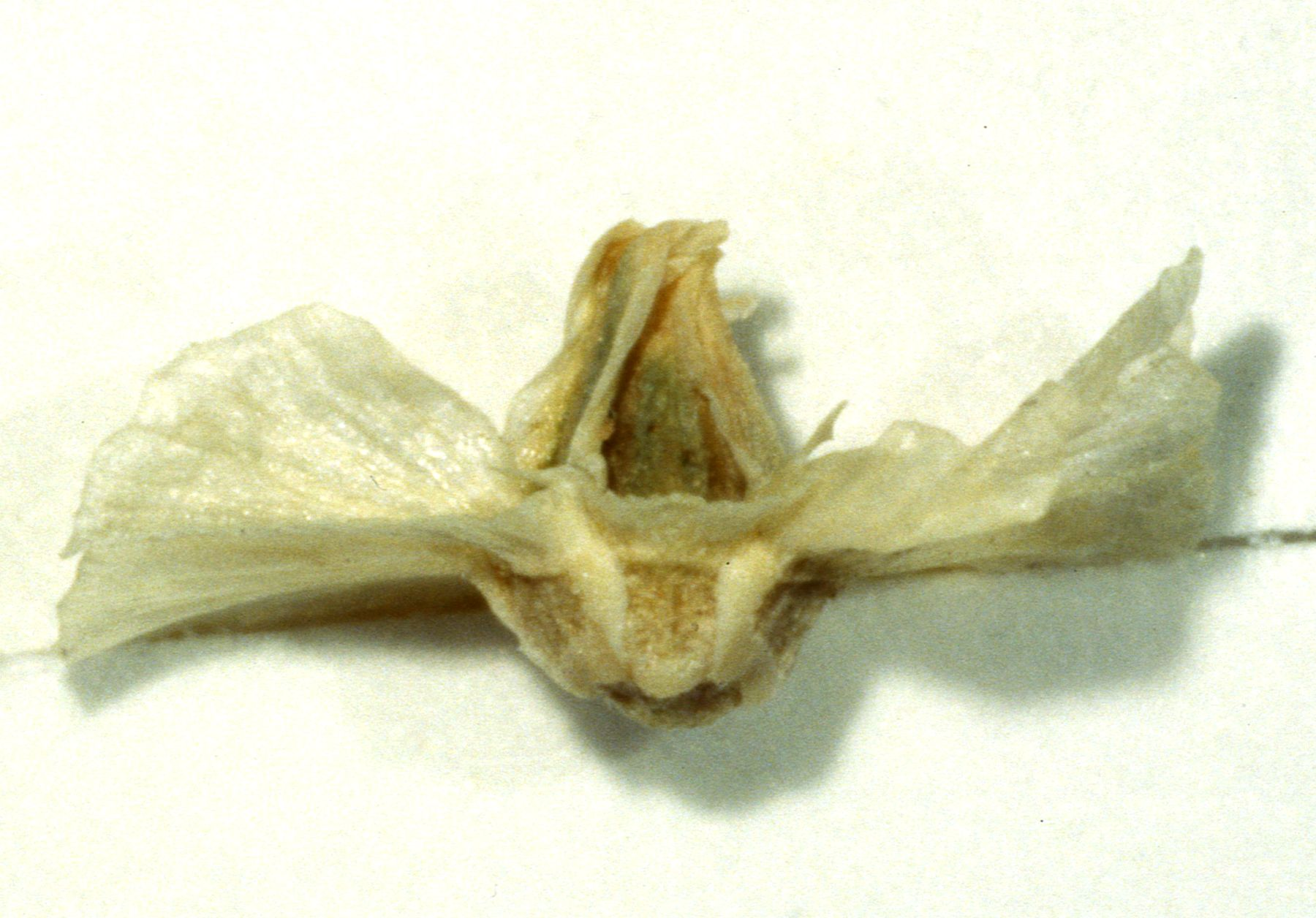
Frucht (Seitenansicht)
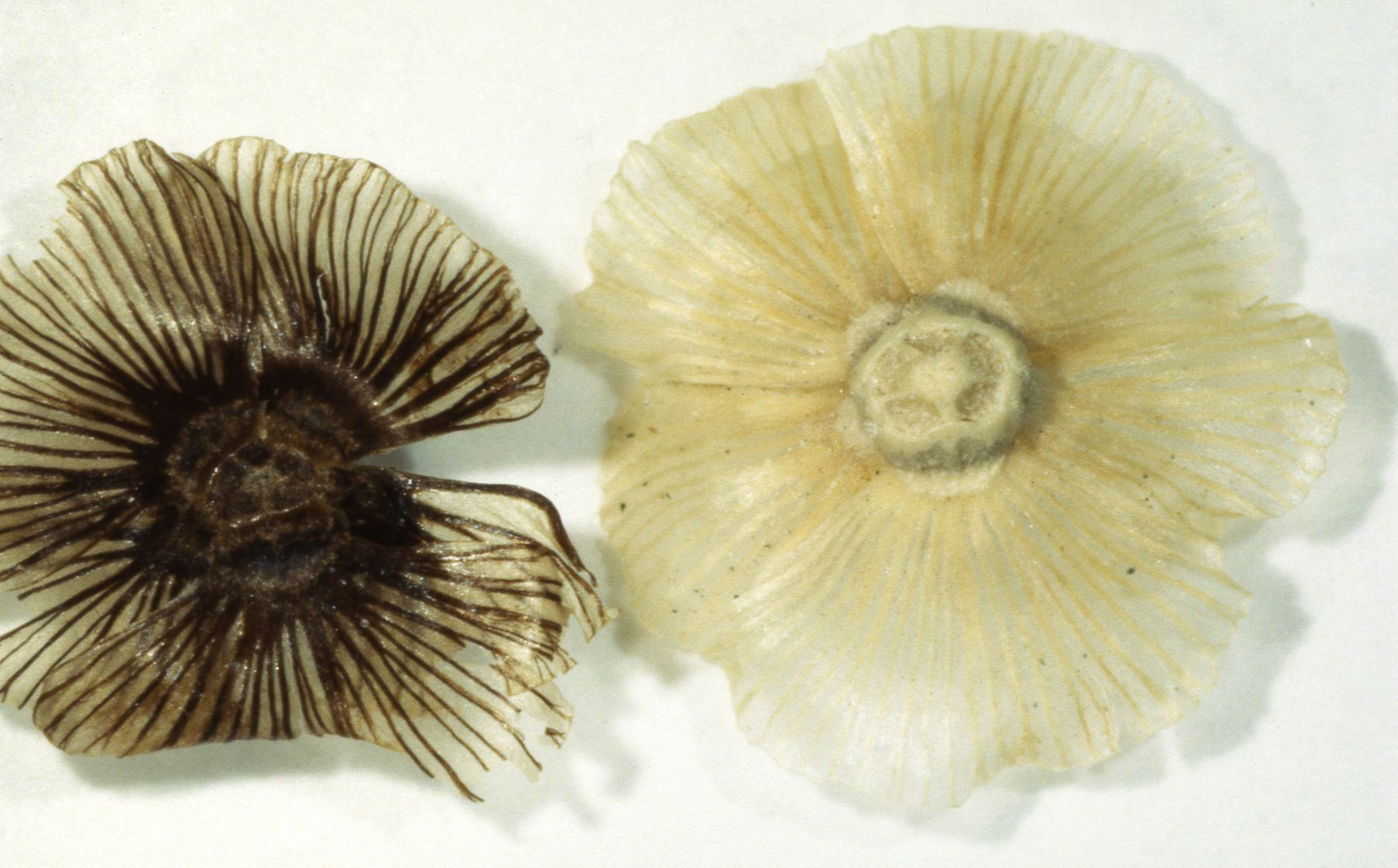
Früchte (Unterseite) von ssp. niger (links) und ssp. bottae (rechts)

## Vorkommen
Halothamnus bottae ist endemisch auf der Arabischen Halbinsel (Saudi-Arabien, Jemen, Oman, Vereinigte Arabische Emirate). Er wächst in offenem Buschland und Halbwüstensteppe an trockenen steinigen Standorten, von 0 bis 2000 m Meereshöhe.
Die Unterart ssp. niger kommt nur auf der südlichen Arabischen Halbinsel vor, in trocken-heißen Tieflagen bis 100 m Meereshöhe (ähnliche Pflanzen aus Ostafrika gehören zu Halothamnus somalensis).

## Nutzung
In Oman wird Halothamnus bottae getrocknet als Schnupftabak verwendet. Halothamnus bottae wird als Futterpflanze angebaut. Er wird volksmedizinisch zur Kräftigung der Haare und zur Behandlung von Frauenleiden verwendet. Auch kranke Schafe werden bei Milzbrand, Krätze oder Wunden damit behandelt. Die Blätter enthalten die aliphatischen Inhaltsstoffe n-Hexacosan, 1-Triacosanol, 1-Triacontanol, 1-Henetriacontanol, Stigmasterol und 1-Tritriacontanol.

## Systematik

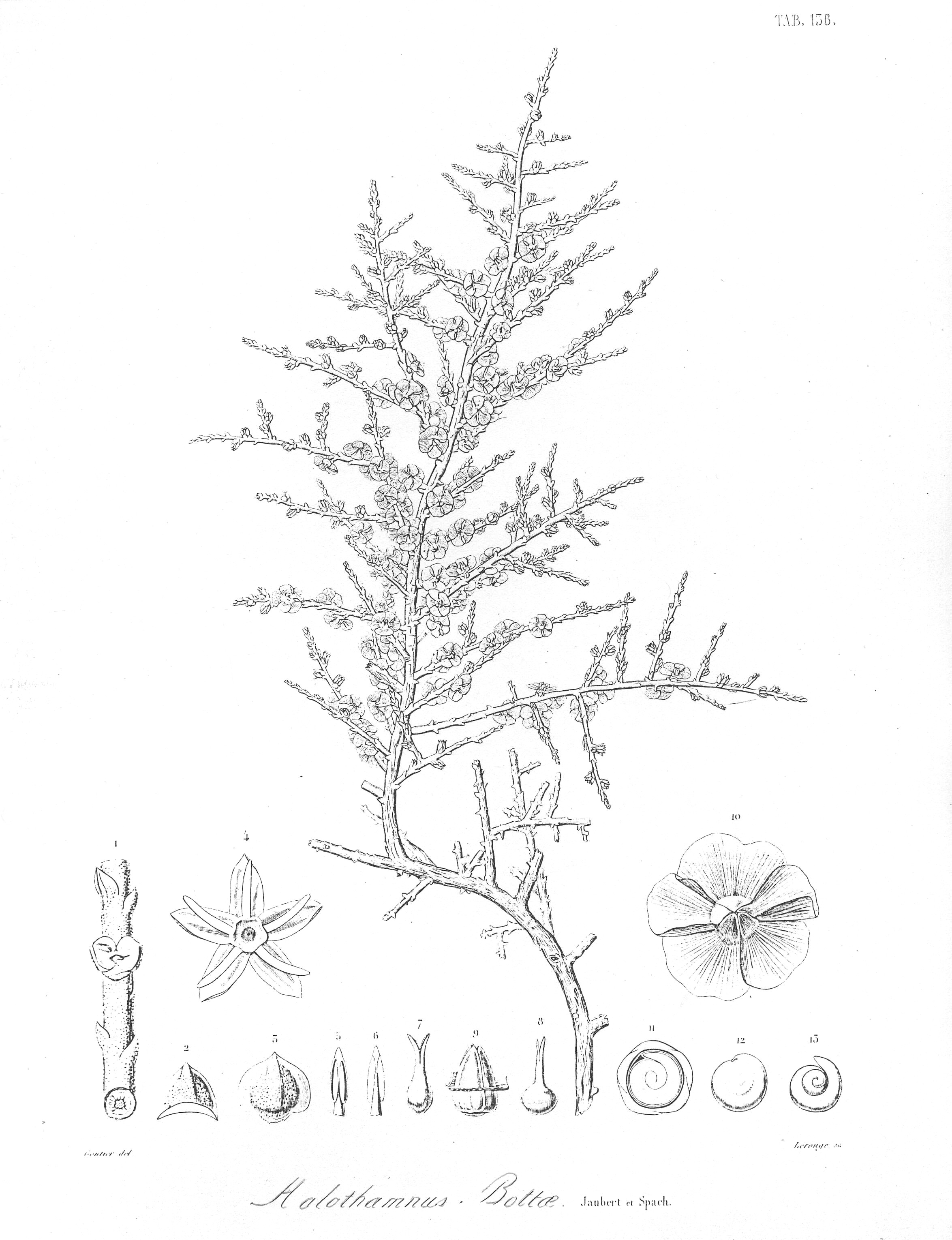
Illustration von Halothamnus bottae aus der Erstbeschreibung

Die Erstbeschreibung von Halothamnus bottae erfolgte 1845 durch Hippolyte François Jaubert und Édouard Spach.
Synonyme für Halothamnus bottae Jaub. & Spach sind Caroxylon bottae (Jaub. & Spach) Moq. und Salsola bottae (Jaub. & Spach) Boiss.
Halothamnus bottae wird in Saudi-Arabien hamḑ al-arnab und tiḩyan genannt, in Oman (Jibbāli und Dhofari) hamdeh und kizzot, und im Yemen asal. und tanēt.